# Edwin Kneedler

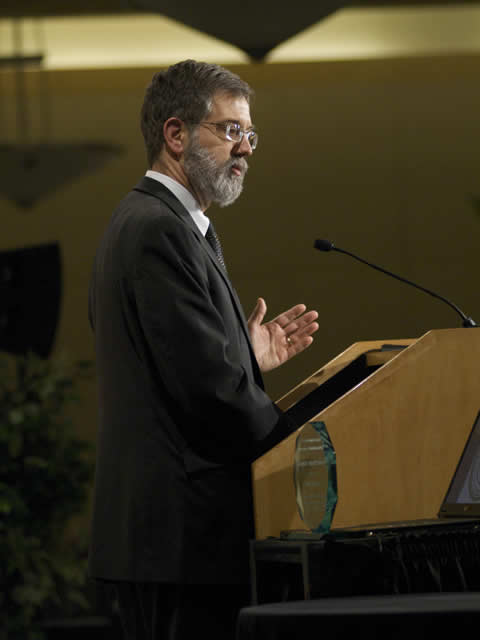
Edwin Kneedler (2009)

Edwin S. Kneedler (* 4. Januar 1946) ist ein US-amerikanischer Jurist und ehemaliger United States Solicitor General.

## Biografie
Nach dem Schulbesuch studierte er zunächst die Wirtschaftswissenschaften an der Lehigh University und schloss dieses Studium 1967 mit einem Bachelor of Science (B.S. Economics) ab. Im Anschluss absolvierte er ein Postgraduiertenstudium der Rechtswissenschaften an der School of Law der University of Virginia und beendete dieses 1974. Nach einer einjährigen Tätigkeit als Protokollführer (Clerk) von James R. Browning, einem Richter am 9. Bundesberufungsgericht mit Sitz in San Francisco, erhielt er 1975 die Zulassung als Rechtsanwalt in Oregon.
1975 trat er in den Dienst des Justizministeriums der Vereinigten Staaten und war dort zunächst Mitarbeiter im Büro für Rechtsberatung (Office of Legal Counsel), ehe er 1979 Mitarbeiter im Büro des Solicitor General wurde. Zwischen 1993 und 2009 war er schließlich Stellvertretender Solicitor General (Deputy Solicitor General) und als solcher nach dem Amtsantritt von US-Präsident Barack Obama von Januar bis März 2009 amtierender Solicitor General (Acting Solicitor General), ehe Elena Kagan den Posten übernahm.